# Botte orthopédique
Pour les articles homonymes, voir Botte.
Une botte orthopédique, ou botte de marche à mouvement contrôlé de la cheville, parfois appelée botte CAM, est un appareil orthopédique prescrit pour le traitement et la stabilisation des entorses sévères, fractures et des déchirures tendineuses ou ligamentaires de la cheville ou du pied. Dans les situations où le mouvement de la cheville mais pas le poids doit être limité, elle peut être utilisée à la place d'un plâtre.

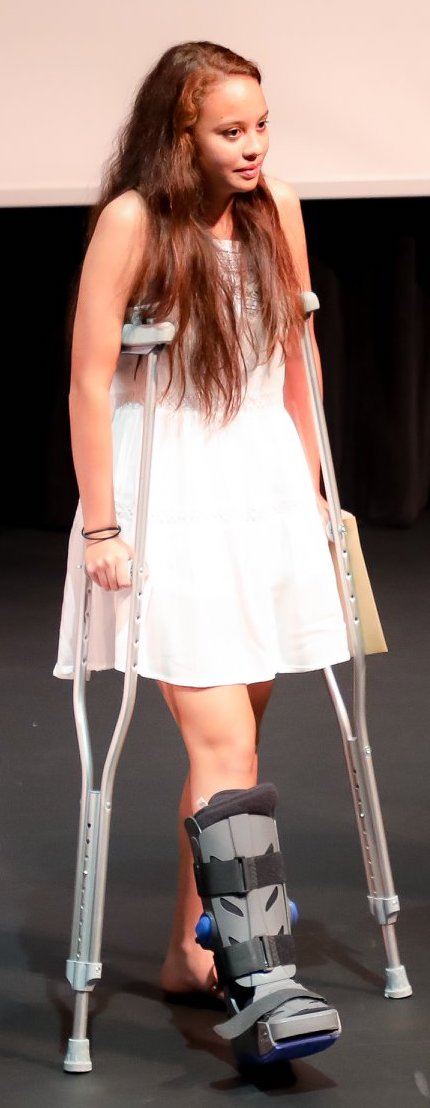

## La description
Une botte de marche se compose de :
- une doublure intérieure, généralement en tissu, avec des attaches auto-agrippantes qui entourent et coussinent le pied et la cheville du patient ;
- un cadre rigide pour restreindre les mouvements de la jambe inférieure ;
- une coque en plastique dur qui offre rigidité et protection à la jambe ;
- un système de fermeture réglable qui permet un ajustement approprié à différentes tailles de jambe.

## Variations
Les bottes orthopédiques peuvent varier en hauteur du mi-mollet à presque la hauteur des genoux, en fonction de la condition qu'elles sont censées traiter. Certaines contiennent des compartiments gonflables qui peuvent être ajustés par le patient pour un soutien et un confort augmentés. Pour une protection supplémentaire de la cheville et de la jambe blessées, les bottes orthopédiques peuvent inclure une coque en plastique plus étendue qui entoure également l'arrière et les côtés de la jambe, avec des plaques en plastique détachables à l'avant.

## Comparaison avec les plâtres
Bien que les bottes orthopédiques n'immobilisent pas autant qu'un plâtre chirurgical, elles présentent certains avantages. Contrairement aux plâtres, elles sont réglables, réutilisables et entièrement amovibles, permettant au patient de se laver le pied et la cheville et de retirer la botte la nuit s'il le souhaite. La botte orthopédique ne nécessite aucune modification particulière pour que le patient puisse supporter son poids et marcher.
Cependant, avec certaines fractures, le retrait temporaire de la botte peut entraîner de pires résultats de guérison et cela peut constituer un désavantage par rapport au plâtre.
Avec certaines fractures, la personne ne doit pas faire de mise en charge sur la botte. Enfin, le coût de la botte est plus élevé que celui d'un plâtre.
Pour les fractures plus sévères, un plâtre traditionnel peut encore être indiqué.